# 張良
張 良（ちょう りょう、紀元前186年没）は、秦末期から前漢初期の軍略家。字は子房。諡は文成。劉邦に仕えて多くの作戦を立案し、その覇業を大きく助けた。蕭何・韓信と共に漢の三傑とされる。劉邦より留（現在の江蘇省徐州市沛県の南東）に領地を授かったので留侯とも呼ばれる。子には嗣子の張不疑と少子の張辟彊がいる。

## 生涯

### 始皇帝暗殺未遂
『史記』留侯世家によると、張良は祖父の張開地が韓の昭侯・宣恵王・襄王の相国を務め、父の張平は釐王・桓恵王の相国を務めるなど、韓の名族の生まれであった。父張平が死んでから20年が経った韓王安九年（紀元前230年）、秦の内史騰率いる10万の軍によって韓王安は捕虜となり、韓は滅亡した。この時張良はまだ年若く、官職に就いていなかったというが、張良の生年については紀元前250年以前であったこと以外は定かではない。祖国を滅ぼされた張良は秦への復讐を誓い、家童が300人もいる裕福な家であったが弟が死んでも葬式を出さず、全財産を売り払って秦王に仇を報ずる客士を求めた。
河南の淮陽で礼を学んだ張良は、さらに東へと旅をして倉海君という人物と出会い、話し合って屈強な力士を借り受けることができた。秦始皇29年（紀元前218年）、始皇帝が第2回巡幸の途中で博浪沙（現在の河南省新郷市原陽県の東）を通ったとき、張良は始皇帝の暗殺を企て、力士に重さ120斤（約30kg）もの鉄槌を始皇帝の乗る馬車目掛けて投げつけさせた。だが鉄槌は副車に当たってしまい、暗殺は失敗に終わった。始皇帝は大いに怒り、天下をくまなく探して賊を捕らえるよう命じた。張良は偽名を使って下邳（現在の江蘇省徐州市の東の邳州市）に逃れ、任侠の徒となった。なお、この下邳で身を隠していた頃に、人を殺して逃亡中であった項伯（項羽の叔父）を匿まっている。

### 黄石公

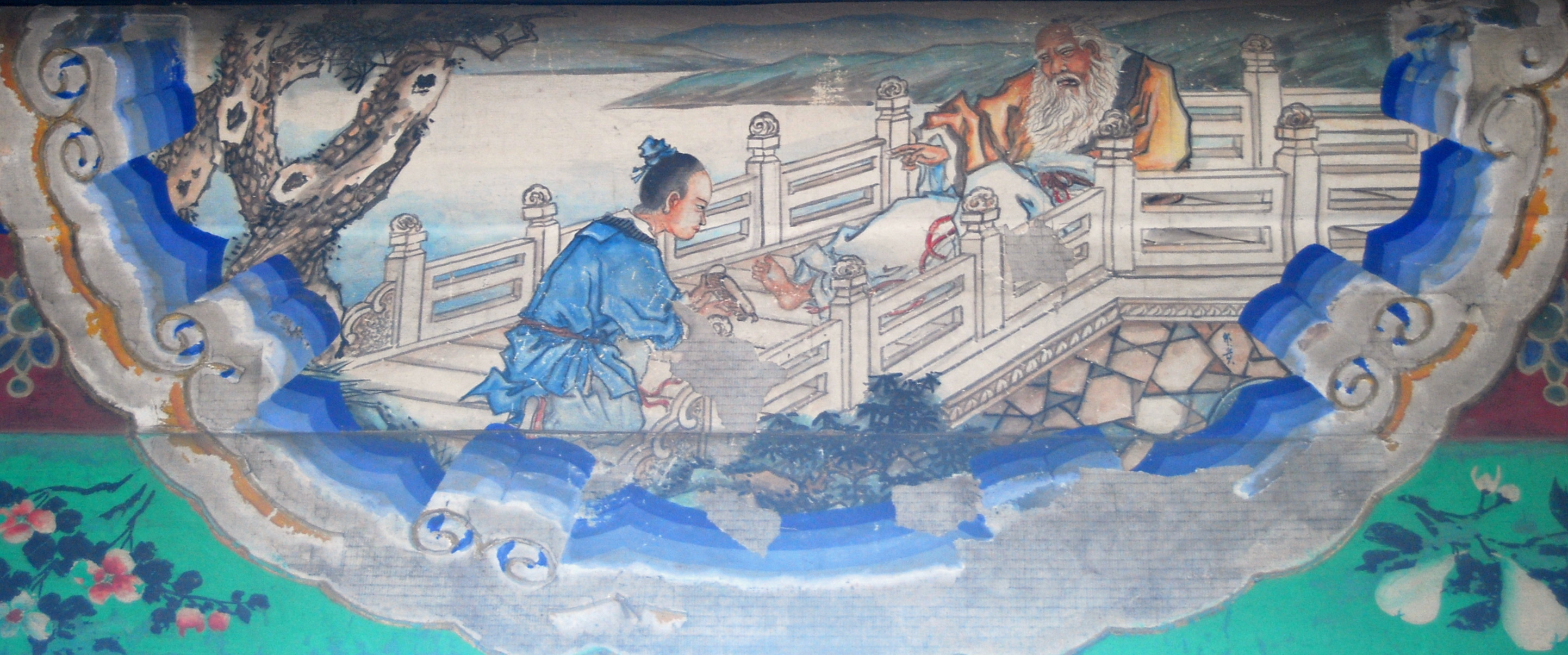
張良と黄石公（頤和園）

『史記』留侯世家には張良が謎の老人から書を授かった説話がある。下邳で逃亡生活を送っていたある日、張良が橋の袂を通りかかると汚い服を着た老人が自分の靴を橋の下に放り投げ、張良に向かって「おい若いの、下りて靴を取ってこい」と言いつけた。張良は頭に来て殴りつけようかと思ったが、相手が老人なので我慢して靴を取って来た。すると今度は足を突き出して「わしにその靴をはかせよ」と言いだした。張良は「すでに拾ってきてやったんだから」と考え、膝を地につけて老人に靴を履かせた。老人は笑って去って行ったが、その後で戻ってきて「若いの、教えられそうだなあ！後5日たっての早朝、わしとここで会え」と言った。5日後の朝、日が出てから張良が約束の場所に行くと、既に老人が来ていた。老人は「老人と約束しながら遅れるとは何事だ。立ち去れ」と言い「また5日の後早朝に会おう」と言い残して去った。5日後、張良は鶏鳴の時刻（午前二時前後）に家を出たが、既に老人は来ていた。老人は再び「遅れるとは何事だ。立ち去れ」と叱り「あと5日したらもう一度早く来い」と言い残して去って行った。次の5日後、張良は夜中から約束の場所で待った。しばらくして老人がやって来た。老人は満足気に「こうでなくてはならん」と言って張良に一編の書物を渡し「これを読めば王者の師となれる。10年経ったら興隆し、13年後におまえはわたしに会うだろう。済北の穀城山の麓にある黄石がわしなのだ」と言い残して消え去った。授かった書は太公望の兵法書で、張良は不思議に思いながらもこの書を繰り返し誦読したという。

### 劉邦との出会い
その後10年が経った秦二世元年（紀元前209年）7月、農民あがりの陳勝と呉広が秦に対して反乱を起こすと、秦の圧政に苦しんでいた人々が次々と乱に呼応した（陳勝・呉広の乱）。張良も若者を100人余り集めて乱に加わろうとしたが、乱の発生から半年後の二世2年（紀元前208年）12月、反乱の主導者陳勝が部下に殺されてしまった。その後楚王に擁立された楚の旧公族の景駒が留にいたのでこれに従おうとしたが、途中で数千の兵を率い下邳西方を攻略中の劉邦と出会った。劉邦は張良を厩将（武官の一種）に取り立て、張良はしばしば太公望の兵法を劉邦に説いた。
張良はそれまでも何度か大将たちに出会っては自らの兵法を説き、自分を用いるように希望していたが、聞く耳を持つ者はいなかった。しかし劉邦は張良の言うことを素直に聞き容れ、その策を常に採用し、実戦で使ってみた。これに張良は「沛公（劉邦）はほとんど天授の英傑というべきだ」と感嘆し、劉邦に従うことを決めた。
劉邦はその後項梁の下に入って一方の軍を任されるようになるが、劉邦が短期間のうちに項梁の信任を得られたのも張良の仲介によるものとする指摘がある。二世2年6月、項梁は新しい旗頭として懐王（後の義帝）を立てた。そこで張良は韓の公子であった横陽君の韓成を韓王に立てるように項梁に進言した。項梁もこれを認めて成を韓王とし、張良をその申徒（『史記集解』に拠れば司徒のこと）に任命した。その後、張良は韓王成と共に千人ほどの手勢を引き連れて旧韓の城を攻めて占領するが、すぐに兵力に勝る秦によって奪い返された。正面から当たる不利を悟った張良は遊撃戦に出た。
劉邦が洛陽から南の轘轅に出陣した際、これに合流して旧韓の城を十数城攻め取り、秦の楊熊軍を撃破した。
二世3年（紀元前207年）6月ごろ、劉邦は韓王成を陽翟の守備に留め、張良と共に南下して宛を攻め下し、8月には西進して武関に到達した。続いて劉邦は兵2万をもって嶢関を攻めようとしたが、張良は「秦兵を軽んじてはなりません」とこれを思いとどまらせ「私の聞くところでは、秦の将軍（嶢関の守将）は屠殺を業とする者の子であります。商を事とするもの共は、利益で動かし易いのです」「まずは人をやって5万人の食糧を用意させ、旗や幟を山の上に張りめぐらせる疑兵の計をなし、酈食其に重宝をもたせてやって、秦の将軍にくらわせてください」と献策した。果たして秦将は寝返り、劉邦に対して共に咸陽を攻めようと提案までしてきた。劉邦はこれを聞き入れようとしたが、張良は「秦に叛こうとしているのは将ただ一人だけで、恐らく士卒達は従わないでしょう。従わないならば必ずや危険な存在となるので、この隙に乗じて秦軍を撃つべきです」と説いた。劉邦は張良の進言のとおり嶢関を攻めて大いに破り、逃げる兵を追って藍田で再び戦い、これを遂に敗走させた。こうして劉邦軍は秦の首都咸陽に辿り着き、秦王子嬰は劉邦に降伏した。

### 鴻門の会
漢元年（紀元前206年）10月、関中に入った劉邦は、秦王の子嬰の降伏を受けて秦の首都咸陽に入城した。帝都のきらびやかさに驚いた劉邦はここで楽しみたいと思い、樊噲にここを出て郊外に宿営しようと諫められても聞こうとしなかった。そこで張良は「秦が無道を行なったので、沛公は咸陽に入城できました。それなのにここで楽しもうとするのは秦と同じでしょう」と劉邦を諫め、「忠言は耳に逆らえども行いに利あり、毒薬 は口に苦けれども病に利あり、と申します」と再び諌言した。劉邦はその諌言を素直に受け容れ、咸陽を出て覇上に軍を戻した。
その頃、東で秦の大軍を打ち破った項羽は、東の関である函谷関に迫っていたが、既に劉邦が関中に入り、自分を差し置いて関中の王のようにしていると聞いて激怒し、函谷関を打ち破って関中へ入り、劉邦を攻め殺そうとした。
その日の夜、旧友の項伯が項羽の陣営から張良の下にやって来て「私と一緒に逃げよう」と誘った。だが張良は「私は韓王のために沛公を送って来たのです。今、こういう状況だからといって逃げるのは不義です」と言って断り、事の次第を劉邦に伝えた。劉邦は項伯と姻戚関係を結ぶ約束をし、項羽に対して釈明をしてもらえるよう頼み込んだ。項伯の釈明により、項羽と劉邦は会談を行うことになった。これが鴻門の会である（漢元年12月）。鴻門の会で劉邦は命を狙われたが、張良や樊噲の働きによって危機を逃れている。

### 楚漢戦争

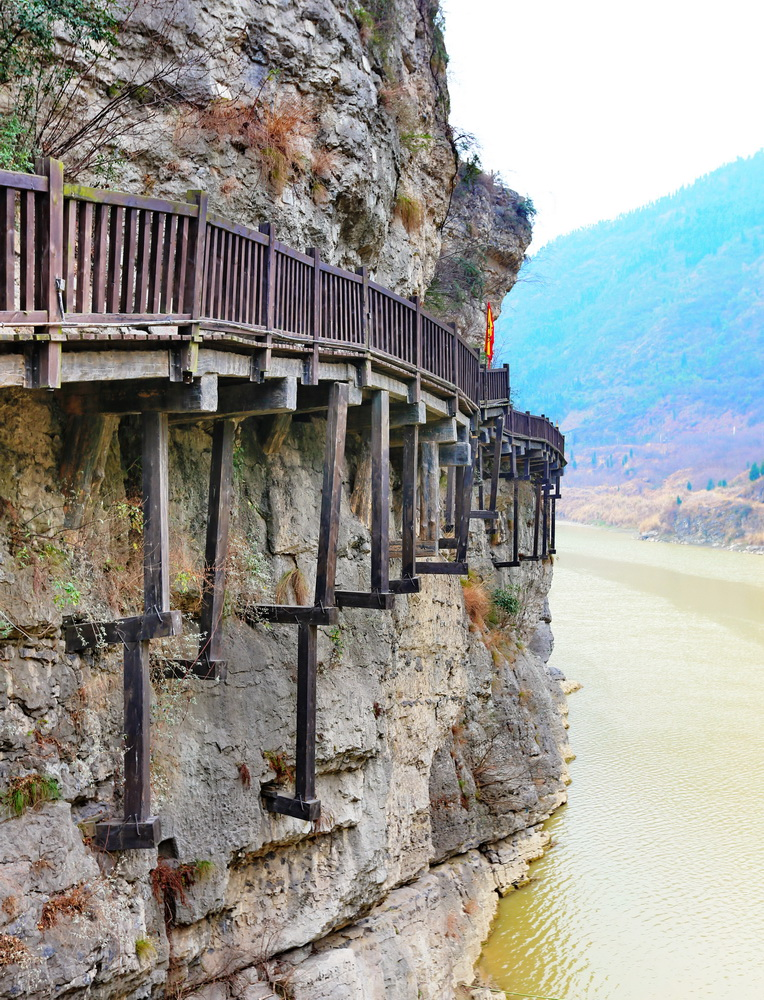
明月峡古桟道

漢元年（紀元前206年）正月、秦を滅ぼした項羽は自立して西楚の覇王となり、2月、功のあった十八人を王に封建して（十八王の封建）、劉邦は漢王（巴蜀の王）に封ぜられた。このとき張良は恩賞として金百鎰と珠玉二斗を賜ったが、それらすべてを項伯に献上し、劉邦もまた張良を通じて項伯に贈り物をして漢中の地も領地に加えてもらえるよう請願した。結局項羽はこれを許し、漢中の地は劉邦に与えられることとなった。劉邦が巴蜀へ行くに当たり、張良は項羽の警戒を解くため桟道を焼くように進言した。桟道とは、蜀に至る険しい山道を少しでも通り易くするために、木の板を道の横に並べたものである。劉邦が巴蜀へ去った後、張良は韓王成の下へと戻った。だが項羽は張良が劉邦に従ったことを理由に成を手許にとどめて韓に戻らせようとしなかった。張良は項羽に「漢王は桟道を焼いており、大王に逆らう意図はありません」と説き、さらに「斉で田栄らが背いています」との書面を出して項羽の注意を斉に向けさせた。項羽は劉邦に対する疑いを後回しにして、ただちに田栄らの討伐に向かった。
漢元年（紀元前206年）7月、范増の進言もあり、項羽は韓王成を彭城で処刑した。この報を聞いた張良は間道を通じて巴蜀へと逃亡し、漢王劉邦の下へと帰った。この頃関中の三秦（章邯、董翳、司馬欣）を降した劉邦は、張良を成信侯として参謀に迎えた。
漢2年（紀元前205年）4月、劉邦は東進し、56万の大軍で項羽の本拠地・彭城を占領するが、斉から引き返してきた3万の項羽軍によって大敗を喫した（彭城の戦い）。漢軍の大惨敗を目の当たりにした劉邦は函谷関以東を放棄しようと思い、張良に意見を求めた。張良は「放棄するおつもりでなのであれば、むしろ九江王黥布と彭越、そして漢で唯一大事を託せる将である韓信の3人に函谷関以東をおやりになれば、楚を破ることができます」と進言した。劉邦は張良の策を入れ、黥布と彭越に使者を送った。
彭城から撤退した劉邦軍は滎陽（河南省滎陽市）で項羽軍に包囲された（滎陽の戦い）。
包囲戦の最中、儒者酈食其が「秦はかつての六国（戦国七雄から秦を除いた六国）の社稷を侵伐し、その子孫たちを殺してしまいました。大王が古代殷の湯王のように、生き残った六国の子孫を諸侯に封じれば、みな喜んで大王の臣下になるでしょう」と説き、劉邦もこれを受け容れた。その後、劉邦が食事をしている時に張良がやって来たので酈食其の策を話したところ、張良は「こんな策を実行すれば陛下の大事は去ります」と反対した。劉邦が理由を問うと、張良は劉邦の箸をとり「古の湯王は桀の死命を制することができたが今の陛下には項羽の死命を制することができますか」など不可の理由を7つあげ、「六国を復興したら陛下のもとに集まった天下の游士は皆漢を離れて故郷の国に帰り、各々の主君に仕えるでしょう。そうなれば陛下は一体誰と天下をお取りになるおつもりですか。これが不可の理由の第8番目です。現状、楚より強いものはありません。六国が楚に屈服したら陛下はどうやって六国を従わせるのですか」と説いた（「張良八難」）。
劉邦は食べていた食事を吐き出し、「馬鹿学者め、あやうくわしの大事を失敗させるところだった」と慌てて策を取り止めた。

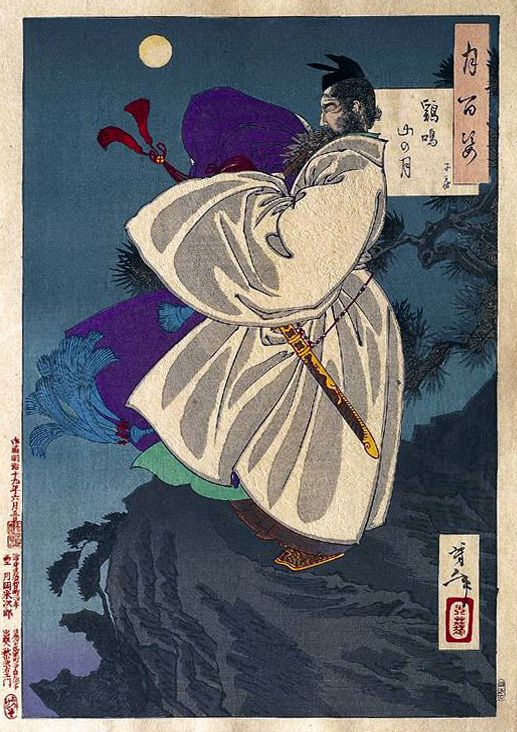
『鶏鳴山の月』（月岡芳年『月百姿』）項羽の陣に向け楚の曲を笙で奏でる張良（四面楚歌）

漢4年（紀元前203年）2月、斉王田広を捕らえ楚将龍且を撃退し斉を平定した韓信は、劉邦に使者を送って「不安定な政情を抑えるため、斉の仮王にしていただきたい」と訴えた。韓信からの援軍を期待していた劉邦は「お前がわしを助けにくるのを待っておったのに、自らが王になりたいとは！」と怒り大声をあげたが、張良と陳平は劉邦の足を踏みつけ「要求を認めず韓信に反旗を翻されては我々に勝ち目はありません。ここは王になるのを認めてやり、韓信自らで斉を守らせるのが得策です」と進言した。すると劉邦も冷静さを取り戻し「功績をあげたのだから、小さい事を言わず仮王ではなく真王となれ」と張良を斉に派遣して韓信の斉王即位を認めた。
漢4年（紀元前203年）9月、滎陽の北の広武山で長らく項羽と対峙した劉邦は、はじめ陸賈を、次いで侯公を使者に送り「鴻溝より以西を漢とし以東を楚とする」という和睦の案を申し入れた。項羽はこれを受け入れ、捕虜となっていた劉邦の父母妻子を劉邦のもとに帰し、兵を率いて東への退却を始めた。
劉邦も西へ帰ろうとしたが、ここで張良は陳平と共に「天下の大半を漢が有し、諸侯も漢の味方をしているとき、楚は兵も疲れ糧食も尽き果てようとしています。これは天が楚を滅ぼそうとするものです。この機に乗ずるのが上策です。今項羽を撃たねば、所謂『虎を養って患を遺す（養虎遺患。敵を許して災いを残す）』ことになります」と項羽を後方から追撃することを進言し、劉邦もこの策を受け入れた。
翌月漢5年（紀元前202年）10月、楚軍を追撃した劉邦は、陽夏（河南省太康県）の南で一時軍を止め、韓信と彭越に期を同じくして共に楚軍を撃つよう要請した。だが固陵まで軍を進めても韓信と彭越は現れず、楚軍によって固陵で大敗を喫した。
劉邦は城の中に入り塹壕を深くして守りを固め、張良を呼んで「韓信と彭越が約に従わなかった。どうしたらよいだろうか？」と言った。張良は「今まさに楚が滅びようとしているのに、韓信・彭越には未だに分与の封地がきまっておりません。天下を彼らを分けることができましたら彼らはすぐにでもやってくるでしょうが、それができないなら勝敗はどうなるか分かりません」と述べ、「陳から東の海に至るまでの全ての土地を韓信に与え、睢陽より北の穀城に至るまでの土地を彭越に与えることができましたら、楚軍を破るのは容易なことでしょう」と進言した。劉邦は「善し」と言って韓信・彭越に使者を送り、張良の策の通り封地を与えることを約束した。これを聞いた韓信・彭越は即座に軍勢を率いて劉邦に合流した。さらに劉賈も寿春から合流し、楚の大司馬周殷も寝返るなど、各軍が次々と垓下に集結した。漢軍は韓信が先鋒となって楚軍を攻め、同年12月、遂に項羽を討ち取った（垓下の戦い）。

### 天下統一後
漢6年（紀元前201年）正月、項羽を滅ぼし皇帝に即位した劉邦は臣下に恩賞を分配し始めた。張良には野戦での功績はなかったが、劉邦は「帷幄のなかで謀をめぐらし、千里の外に勝利を決したのが子房の功績だ」として張良に「3万戸を領地として斉の国内の好きな所を選べ」と言った。張良は「私は下邳で身を起こし、留で陛下とお会いしました。これは天が私を陛下に授けたのです。陛下は私の計を用いて下さり、幸いにも的中しました。陛下と初めてお会いした留をいただければ、それで充分です」と答えた。張良は留に封ぜられ、留侯となった。
劉邦は功績が多大な家臣を先に褒賞し、後の者はそれから決めようとしていた。ところが広い庭のあちらこちらで、臣下らが数人集まって密談をしているところを目撃した
。劉邦が張良に、あれは何を話しているのかと尋ねたところ、張良は「彼らは謀反を起こす相談をしているのです」と答えた。驚いた劉邦が理由を問うと、「今までに褒賞された人は、蕭何や曹参など陛下の親しい者ばかりです。天下の土地全てでも彼ら全てに与えるだけはなく、彼らも忠義などではなく恩賞を求めて仕えてきたのです。彼らの中には嘗て我々と敵対した者、過去罪を犯した者、不手際を起こした者、様々な事情から陛下に嫌われている者など、後ろめたい事を抱えている者も多くございます。故に陛下に過去の罪を掘り返され、誅殺されるのではないかと恐れ、ならば謀反を起こそうかと密談しているのです」と答えた。劉邦が策を問うと、張良は「功績はあるが陛下が一番憎んでおり、それを皆が知っているのは誰ですか」と聞いた。劉邦は「雍歯だ。昔に裏切られ大いに苦しませられ、殺したいほど憎い。それを知らぬものは天下広しといえど居ないだろう（だが功績があるから我慢している）」と答えた。張良は「ならば雍歯に先に恩賞を与えれば、皆は安心しましょう」と進言した。劉邦がそれを受けて宴会を開き、その場で「雍歯よ。その功績に報いるため、お前を什方侯に封じる」と恩賞を発表すると、皆は「あの雍歯ですら侯に封じられたのだから、自分は心配する必要もない」と安堵し、あちこちの密談はぴたりと止んだ。
あるとき婁敬という者が劉邦に関中に都を置くよう進言した。疑問を抱いた劉邦が大臣らに意見を求めたところ、その多くは洛陽を勧めた。だが張良は「洛陽は堅固ではあるが狭小で土地が痩せていて四方より攻撃を受けるため武を用いるに有利な国ではありません」とその短所をあげ、「関中は沃野千里、西北南は天険に守られ、黄河・渭水の水運を利用して諸侯が安定しているときは物資を京師（都）に集め、諸侯に変があるときは流れを下ることができる『金城千里・天成府庫』の国です」と婁敬の案を支持した。劉邦はこの進言を受け、都を関中に定め渭水の南側に長安を建設した。婁敬はこの功で劉姓を賜り、郎中に任じられ奉春君と号した。

### 晩年
張良は生まれつき多病であったため、道教の導引術を行い、穀物を断ち、門を閉ざして一年以上外出をしなかった。

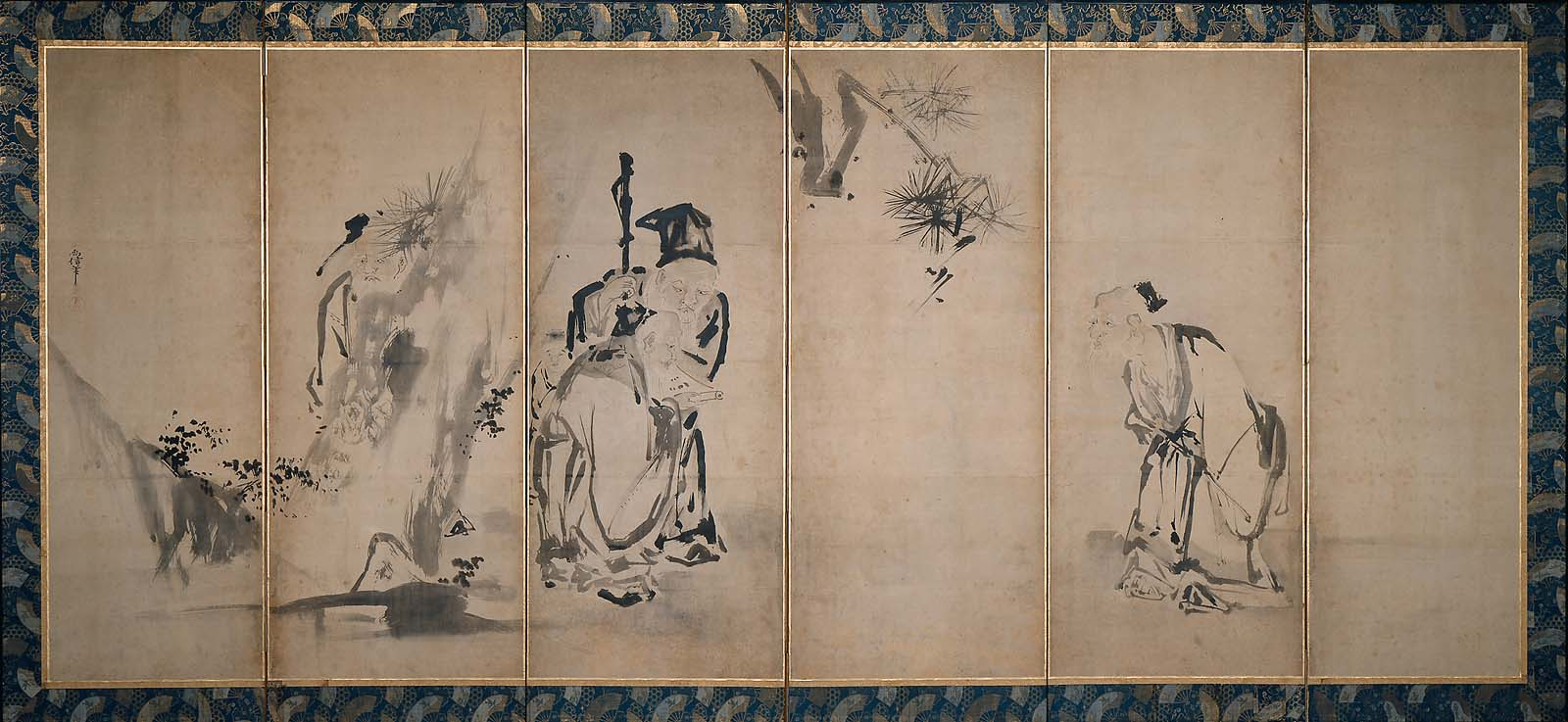
『商山四皓図屏風』狩野尚信、ボストン美術館所蔵

このころ劉邦は、既に皇太子に立てられていた正室呂雉の子劉盈を廃嫡し、代わって側室戚氏の子である劉如意を皇太子にしたいと考え、重臣らの諫言も耳を傾けなかった。危機感を抱いた呂雉は、長兄の呂沢を留に派遣して張良に助言を求めた。張良は、劉邦がたびたび招聘に失敗した高名な学者たち、東園公、甪里先生、綺里季、夏黄公を劉盈の師として招くように助言し、これらの学者たちは劉盈の師となった。なおこの4人はみな鬚眉（しゅび）が皓白（こうはく）の老人であったので、商山四皓と呼ばれている。
劉邦はたびたび招聘しても応じなかった彼らが劉盈の後ろにいることに驚き、何故か尋ねた。彼らは「陛下は士を軽んじ、よく罵倒されました。わたくしたちは、義理にもその恥辱を受けられませんので、恐れて隠れておりました。ところが、ひそかに聞きますと、太子のお人柄は、仁孝恭敬で、士を愛され、天下の人びとは頸を長くして、太子のために死を欲しない者はないとかのご評判であります。それ故に、わたしたちも出て来たのでございます」と答えた。劉邦は「羽や翼がもう出来あがったからには動かし変えることはできない」と戚夫人に告げ、廃嫡を諦めた。
呂雉は張良に恩義を感じており、特殊な呼吸法で体を軽くしようとしていることを聞いて「人生は一回しかなく、短く儚いものなのです。なぜ留侯（張良）はご自身を苦しめられるのですか?」といさめて、張良に無理してでも食事を摂らせたので、張良は仕方なく呂雉の言うとおりに食事を摂った。
劉邦の死から9年後の紀元前186年に死去し、文成侯と諡された。子の張不疑が後を継いだ。
唐代の地理書『括地志』によれば、張良の墓は徐州沛県の東65里にあったとされるが（『史記正義』）、墓の伝承地には他にも河南省蘭考県など複数あり、どれが本物かは不明であるという。

## 末裔
死後、長子の張不疑が留侯の地位を継いだ。次子の張辟彊は、紀元前188年に恵帝が崩御したときに15歳ながら丞相陳平に呂高后の懸案について献策をし、陳平を驚かせたという逸話が『史記』呂太后本紀に残っている。留侯張不疑は文帝5年（紀元前175年）に不敬罪で侯を免じられ、領地を没収された。その後、『漢書』「高恵高后文功臣表」によると、張不疑の玄孫である張千秋が、宣帝時代に賦役免除の特権を賜ったという。『後漢書』「文苑伝」によると張良の後裔に後漢末の文人張超がおり、このほか、益州の人で司空の張晧、その子で広陵太守の張綱、その曾孫で蜀の車騎将軍であった張翼らが張良の子孫を称している（『後漢書』張王種陳列伝・『三国志』張翼伝）。
また日本では、張良の末裔を称する明の北京使官の張由の子の張忠が、明での政争を逃れ朝鮮に亡命しようとして平戸に漂着し、大内氏に医師として仕えた。張忠の子の張元至は毛利輝元に仕えて側近となり、家老にまで出世した。戦国時代以降で帰化人が大名権力の中枢を担った例は、全国的にも稀である。しかし、毛利家内部の権力闘争の結果、元至は輝元から嫡子毛利秀就の乳母との密通の疑いをかけられ、切腹させられた。後に張家は復興され、張元貞・張元令らが毛利家に仕えた。

## 人物・評価

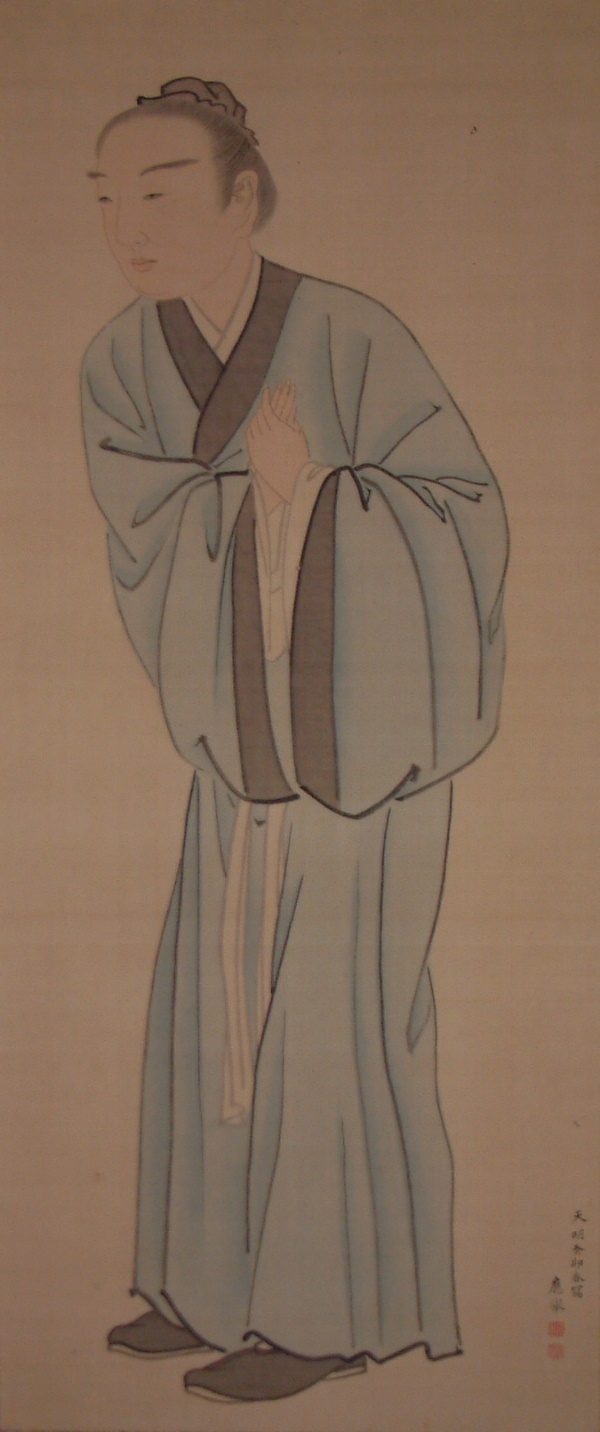
円山応挙筆 『張良図』

劉邦は「夫れ籌策（ちゅうさく。はかりごと）を帷帳の中に運（めぐ）らし、勝ちを千里の外に決するは、吾子房に如かず」と張良を評し、韓信、蕭何と併せ「此三者は皆人傑なり」と称えた。このため『史記』の著者司馬遷は、張良の風貌について「其の人計ず（かならず）魁梧奇偉なり（背が高く逞しく立派なのであろう）」と想像していたが、ある時その姿絵を見たところ「状貌、婦人好女の如し（その姿はまるで美しい女性のようであった）」として、孔子の言を引用し容貌では人を判断できないと述べている。また『太史公自序』では「困難な事を容易なうちに対処し、大きな問題は小さなうちに処理した」とも評価している。
その智謀は後世でも讃えられ、南宋末期の儒学者黄震は「漢室を天下既得の後に維持する所以にして、凡そ良が一謀一画、漢の得失安危に繋らざるはなし。良は又、三傑の冠たり」としている。三国時代の曹操は「王佐の才」といわれた荀彧を迎え入れたとき「我が子房が来た」と喜んだ。
北宋の詩人蘇軾は『留侯論』で、黄石公が張良に教えたのは小事を耐え忍んで大事を為すことで、これにより項羽相手の劣勢の戦でも耐えて相手が疲弊するのを待つことができたし、韓信が自ら斉王になることを求めたとき、激怒する劉邦に猶も耐え忍ぶことを説いたのも張良以外に誰ができただろうかと述べている。
張良が黄石公から書を授けられたという伝説は後に漢王朝の受命神話へと発展し（王充『論衡』自然篇第五十四「黄石 書を授くるは、亦た漢 且に興らんとするの象なり」など）、こうした受命思想において、張良は単なる劉邦の参謀ではなく周の太公望に並ぶ天命の仲介者とされる。
張良は日本でも古くから優れた軍師として知られ、安土桃山時代から江戸時代前期にかけて活躍した黒田官兵衛などは2代将軍徳川秀忠をして「今世の張良なるべし」と評された。黄石公の落とした沓を拾い兵法書を授かる張良の説話（子房取履譚）などは御伽草子、能や幸若舞曲の題材となった。
江戸時代になると『通俗漢楚軍談』などを通じて張良の名前は庶民にも知られるようになり、円山応挙や浮世絵師歌川国芳・月岡芳年などによって肖像画も多く描かれるようになった。

## 張良を題材とした作品
- 張良 (能)
- 張良 (幸若舞曲)
- 張良 (お伽草子)
- 張良 劉邦を支えた名軍師（小説、葉治英哉、PHP研究所）
- 龍帥の翼 史記・留侯世家異伝（漫画、川原正敏、講談社）
- 楚漢名臣列伝（小説、宮城谷昌光、文藝春秋）
- 不死朝伝奇ZEQU（小説、武上純希、富士見ファンタジア文庫）
- レッドドラゴン（漫画、池野雅博、 月刊少年エース）
- 美軍師張良（漫画、秦和生、芳文社）